# David Berry
David Berry es un actor canadiense-australiano, más conocido por haber interpretado a James Bligh en la serie A Place To Call Home, y a Lord John Grey en la serie Outlander. 

## Biografía
David es hijo de padres australianos, tiene una hermana menor la actriz Caitlin Berry. 
Nació en Canadá pero se mudó a Sídney (Australia) cuando tenía apenas siete años, antes de convertirse en actor trabajó como periodista.
Se entrenó en la prestigiosa escuela australiana  National Institute of Dramatic Art "NIDA" de donde se graduó en el 2010.
En el 2012 se casó con su novia Kristina Tesic, la pareja tiene un hijo.

## Carrera
David es miembro del grupo KHODA también integrado por Andrew Cutcliffe, Cooper George Amai, Lucas Glover y Kyle Sapsford.
En el 2012 se unió al elenco recurrente de la serie exitosa serie australiana Home and Away donde interpretó a Logan Meyer, quien comienza a salir con Indigo Walker (Samara Weaving). Ese mismo año apareció como invitado en un episodio de la serie Miss Fisher's Murder Mysteries.
En el 2013 se unió al elenco principal del drama A Place To Call Home donde interpretó a James Bligh, hasta el final de la serie en el 2014 luego de finalizar su segunda temporada.
El 29 de agosto de 2016 se anunció que David se había unido al elenco principal de la tercera temporada de la exitosa serie británica   Outlander donde dará vida a Lord John Grey, un soldado británico convertido en gobernador de la prisión Ardsmuir que inicia una amistad con Jamie Fraser (Sam Heughan). David comenzará a interpretar a John en el 2017. Anteriormente el personaje de un joven Grey fue interpretado por el actor Oscar Kennedy en el 2015.

## Filmografía

### Series de televisión
| Año             | Serie                          | Personaje      | Notas                                   |
| --------------- | ------------------------------ | -------------- | --------------------------------------- |
| 2017 - presente | Outlander                      | Lord John Grey | 4 episodios                             |
| 2013 - presente | A Place To Call Home           | Jamie Bligh    | 47 episodios                            |
| 2012            | Home and Away                  | Logan Meyer    | 10 episodios                            |
| 2012            | Miss Fisher's Murder Mysteries | Alastair       | episodio "Murder on the Ballarat Train" |

### Películas
| Año  | Título  | Personaje | Notas                                                                                      |
| ---- | ------- | --------- | ------------------------------------------------------------------------------------------ |
| 2013 | Progeny | Damien    | junto a Robert White, Whitney Boyd, Celia Bickmore-Hutt, Ande Cunningham & Brittany Horder |

## Premios y nominaciones
| Año  | Categoría                         | Premio             | Serie                | Resultado |
| ---- | --------------------------------- | ------------------ | -------------------- | --------- |
| 2016 | Most Outstanding Supporting Actor | Silver Logie Award | A Place To Call Home | Nominado  |